# Yuan Hong
Yuan Hong (chinesisch 袁宏, W.-G. Yüan Hung), Hofname Yanbo (* 328 in Zhoukou; † 376), war ein Gelehrter, Historiker und Politiker der Östlichen Jin-Dynastie. Er stammte aus Zhoukou in der heutigen Provinz Henan und diente den Generälen Xie Shang und Huan Wen auf einigen Feldzügen als Ratgeber. Sein historisches Werk, insbesondere seine Aufzeichnungen der Späteren Han, dienten dem Historiker Fan Ye als Quelle für sein Buch der Späteren Han. Yuan Hongs Geschichtswerk bestand aus 30 Bänden und ist uns nicht erhalten. Allerdings sind etwa zwanzig Gedichte und Aufsätze unter seinem Namen überliefert.
| Personendaten    | Personendaten                                                  |
| ---------------- | -------------------------------------------------------------- |
| NAME             | Yuan, Hong                                                     |
| ALTERNATIVNAMEN  | Yanbo                                                          |
| KURZBESCHREIBUNG | Politiker, Gelehrter und Historiker der Östlichen Jin-Dynastie |
| GEBURTSDATUM     | 328                                                            |
| GEBURTSORT       | Zhoukou, Henan, China                                          |
| STERBEDATUM      | 376                                                            |